# Schweigaardbreen
De Schweigaardbreen is een gletsjer op het eiland Nordaustlandet, dat deel uitmaakt van de Noorse eilandengroep Spitsbergen.
De gletsjer is vernoemd naar Noors professor en econoom Anton Martin Schweigaard (1808-1870).

## Geografie
De gletsjer ligt in het noordoostelijk deel van het eiland in Orvin Land. Ze komt van de Austfonna en mondt in het noorden uit in de Albertinibukta die uitkomt op de Noordelijke IJszee.
Op ruim twee kilometer naar het oosten ligt de gletsjer Nilsenbreen en op ruim elf kilometer naar het zuidwesten ligt de gletsjer Duvebreen.